# Orrin Keepnews
Orrin Keepnews (New York, 2 marzo 1923 – El Cerrito, 1º marzo 2015) è stato un produttore discografico e paroliere statunitense.

## Biografia
Si è formato alla Columbia University e nel 1952 ha iniziato la propria attività lavorando per la Riverside Records. Nel 1966 è passato alla Milestone Records con Dick Katz. Alla fine del 1972, dopo essersi trasferito a San Francisco, ha lavorato con la Fantasy Records.
Nel corso della sua carriera ha collaborato con artisti come Thelonious Monk, Bill Evans, Wes Montgomery, Johnny Griffin, Joe Henderson, Nat Adderley e altri.
Nel 2004 ha ricevuto il Grammy Trustees Award.